# Solenopsis gayi
Solenopsis gayi är en myrart som först beskrevs av Maximilian Spinola 1851.  Solenopsis gayi ingår i släktet eldmyror, och familjen myror. Inga underarter finns listade i Catalogue of Life.